# Camaroptera superciliaris
La camaróptera cejigualda (Camaroptera superciliaris) es una especie de ave paseriforme de la familia Cisticolidae propia de las selvas tropicales de África occidental y central.

## Taxonomía
La camaróptera cejigualda fue descrita científicamente en 1843 por el zoóloo inglés Louis Fraser, con el nombre binomial de Sylvicola superciliaris. La localidad tipo fue la isla de Bioko (anteriormente Fernando Póo) en el golfo de Guinea. Posteriormente fue trasladado al género Camaroptera.
Su nombre específico, superciliaris, es un término neolatino procente de la palabra latina supercilium (ceja).